# Karl Ehrensperger
Karl Ehrensperger (ur. w XIX wieku, zm. ?) – szwajcarski strzelec, mistrz świata.
Był związany z Genewą. 
Ehrensperger zdobył dwa medale mistrzostw świata, obydwa na pierwszej tego typu imprezie. Indywidualnie wywalczył brązowy medal w karabinie dowolnym w trzech postawach z 300 m, przegrywając wyłącznie z Frankiem Jullienem i Ole Østmo. W zawodach drużynowych zdobył złoty medal (skład zespołu: Karl Ehrensperger, Alcide Hirschy, Frank Jullien, Friedrich Lüthi, Louis Richardet). W postawie leżącej zajął 5. miejsce, w klęczącej 4. miejsce ex aequo z innymi zawodnikami, zaś w postawie stojącej 8. miejsce.
Nie wystąpił nigdy na igrzyskach olimpijskich.

## Medale mistrzostw świata
Opracowano na podstawie materiałów źródłowych:
| Mistrzostwa | Konkurencja                                     | Wynik                                                              | Miejsce |
| ----------- | ----------------------------------------------- | ------------------------------------------------------------------ | ------- |
| Lyon 1897   | Karabin dowolny, trzy postawy, 300 m            | 471 pkt. (163–161–147) lub 886 pkt.                                |         |
| Lyon 1897   | Karabin dowolny, trzy postawy, 300 m, drużynowo | 2310 pkt. lub ? (druż.) 471 pkt. (163–161–147) lub 886 pkt. (ind.) |         |